# Kuwanaspis hikosani
Kuwanaspis hikosani är en insektsart som först beskrevs av Kuwana 1902.  Kuwanaspis hikosani ingår i släktet Kuwanaspis och familjen pansarsköldlöss. Inga underarter finns listade i Catalogue of Life.